# ゲーセン少女と異文化交流
『ゲーセン少女と異文化交流』（ゲーセンしょうじょといぶんかこうりゅう）は、安原宏和による日本の漫画作品。TwitterとPixivにて2019年12月から連載後、KADOKAWAによって商業化され『ドラドラしゃーぷ#』にて2020年5月から連載中。
ゲームセンターのアルバイトと客の英国少女による異文化交流が描かれるラブコメディ。
メディアミックスとして、テレビアニメが2025年7月から放送中。

## 登場人物
声の項は特記がない限り、テレビアニメ版の声優。
リリー・ベイカー
声 - 天城サリー / 東山奈央（ボイスコミック・PV）
イギリスから引っ越してきた13歳の少女。異国である日本に馴染めず友達も作れなかったが、蓮司と出会ってからゲーセンというコミュニティで新たな世界を広げる。1巻の時点では挨拶程度の簡単な日本語しか話せなかったが、学校のテストでは英語以外の科目でも70点を取るなど決して日本語を理解していない訳ではなく、言葉として話せないだけだった。蓮司との出会いから交遊関係が広がるにつれて日本語が加速度的に上達しており、3年生進級を前に日常会話の8割を日本語で話すほか、ゲーセンで出会った外国人客の通訳をこなせるまでになっている。なお、ゲームは大好きだが決して上手ではなく、対戦で負けては涙を流して悔しがるほどの負けず嫌いであり、そのゲームに対する愛情とかわいらしい外見から客の間ではゲーセンのアイドル的存在として人気を集めている。
草壁蓮司
声 - 千葉翔也
ゲームセンターでアルバイトをしている18歳の青年。苦戦している客にジャンル問わず適格なアドバイスを与えるほどゲームの知識も豊富で、本気でプロゲーマーを目指す花梨を圧倒するほど実力も高い。
草壁葵衣
声 - 小山内怜央
13歳の女の子。蓮司の妹で、リリーのクラスメイト。明るい性格で上手く日本語が話せなかった頃のリリーにも積極的にコミュニケーションを取っているが、幼少期は今とは真逆の病弱で、部屋から出られない葵衣を楽しませるために友達からゲームを借りていたのが蓮司のゲーマーとしての原点になっている。
加賀花梨
声 - 結川あさき
14歳の女の子。リリーたちと同じ学校に通っている。ゲームの腕に絶対の自信を持ち、ゲーセンで連勝を重ねていたが、乱入した当時中学生だった蓮司に叩きのめされ、後にその中学生がゲーセンで働く蓮司であると知り、以後打倒蓮司に燃えているが、再戦した蓮司からは返り討ちに遭っている。自身のゲームの腕を活かすためゲーム配信を始め、姉の協力を経てアバターを登場させてからは（単語としては登場しないが）Vtuberとして人気が爆発し、中学生ながらゲームの案件が舞い込むなど大人気の配信者となっている。
桂木蛍
声 - 石原夏織
14歳の女の子。リリーたちのクラスの「委員長」。
望月桃子
声 - 茅野愛衣
蓮司とは同じ学科で、彼のことが気になっているが、それは実家の犬に蓮司が似ているからで、今のところ恋愛感情はない。実家は剣道の道場で、もぐらたたきでは竹刀の感覚でハンマーを振り、パーフェクトを記録している。武道の心得があるため、見た目に反して腕っぷしは強く、リリー達の引率で行ったプールでナンパにあった時はナンパを撃退している。
シェリル・ベイカー
声 - 田中真奈美
リリーの母親。夫であるオリバーとともに留学生として大学時代を日本で過ごしたため、日本語を完璧に話せる。
オリバー・ベイカー
声 - 利根健太朗
リリーの父親。筋肉隆々の逞しい体をしており、熊と戦った事があるらしい。脱いだら身体中傷だらけな上に、料理の手伝いでコンバットナイフを器用に操る芸当を披露しているが、その容姿と迫力故に周囲に恐怖を与えており、初詣で鉢合わせした蓮司の家族からは「カタギではない」と恐れられていた。蓮司も何の仕事をしているか気になっているが、リリー達からは「家族のために働いている」以上の言及はされていない。娘に非常に甘く、娘から愛されている蓮司には厳しく接する。娘と同じく負けず嫌いでクレーンゲームは下手。妻シェリルとは大学時代に日本で出会っているが、来日時点ではまだ日本語が拙かった妻とは違い、既に日本語に不自由しないレベルだった。

## 書誌情報
- 安原宏和『ゲーセン少女と異文化交流』KADOKAWA〈ドラゴンコミックスエイジ〉、既刊10巻（2025年7月9日現在）
  1. 2020年12月9日発売[1][5]、ISBN 978-4-04-073904-5
  2. 2021年7月9日発売[3][6]、ISBN 978-4-04-074166-6
  3. 2021年12月9日発売[7]、ISBN 978-4-04-074341-7
  4. 2022年7月8日発売[8]、ISBN 978-4-04-074592-3
  5. 2022年12月9日発売[9]、ISBN 978-4-04-074781-1
  6. 2023年7月7日発売[10]、ISBN 978-4-04-075049-1
  7. 2023年12月8日発売[11]、ISBN 978-4-04-075234-1
  8. 2024年7月9日発売[12]、ISBN 978-4-04-075520-5
  9. 2024年12月9日発売[13]、ISBN 978-4-04-075704-9
  10. 2025年7月9日発売[14]、ISBN 978-4-04-075997-5

## テレビアニメ
2025年7月からAT-Xほかにて放送中。

### スタッフ
- 原作 - 安原宏和[2]
- 監督 - 菊池聡延[2]
- 助監督 - 花岡佑大
- 脚本構成 - 山田靖智[2]
- キャラクターデザイン - 岡野力也[2]
- 美術監督 - 西山勇[2]
- 美術設定 - 益田健太[2]
- 色彩設計 - 重光由喜子[2]
- 撮影監督 - 野上大地
- 編集 - 武宮むつみ[2]
- 音響監督 - えびなやすのり[2]
- 音響効果 - 川田清貴[2]
- 音響制作 - zuvo.[2]
- 音楽 - 伊賀拓郎[2]
- 音楽制作 - KADOKAWA
- 音楽プロデューサー - 水鳥智栄子
- プロデューサー - 吉岡拓也、古屋沢彌、白石雅也、中東豊和、松井優子、川村祐太、小野達矢
- アニメーションプロデューサー - 大澤明彦
- アニメーション制作 - ノーマッド[2]
- 製作・著作 - ゲーセン少女と異文化交流会[2]（KADOKAWA、タイトー、NTTドコモ、BS朝日、AT-X）

### 主題歌
「ふたりのスタートボタン」
リリー・ベイカー（天城サリー）と草壁葵衣（小山内怜央）によるオープニングテーマ。作詞・作曲・編曲はTAG。
「Amusing Flavor」
リリー・ベイカー（天城サリー）によるエンディングテーマ。作詞・作曲・編曲はt+pazolite。

### 各話リスト
| 話数 | サブタイトル                         | 脚本       | 絵コンテ     | 演出              | 作画監督                                       | 総作画監督          | 初放送日      |
| ---- | ------------------------------------ | ---------- | ------------ | ----------------- | ---------------------------------------------- | ------------------- | ------------- |
| #01  | Boy Meets the Game Centre Girl       | 山田靖智   | 菊池聡延     | 菊池聡延          | 森川侑紀 平田かほる 三ツ木萌子                 | 岡野力也            | 2025年 7月6日 |
| #02  | If Pushing Doesn't Work, Try Pulling | 山田靖智   | 花岡佑大     | 花岡佑大          | 藤田まり子 古賀誠 伏見裕美                     | 藤田まり子          | 7月13日       |
| #03  | Where Is Your Brother?               | 赤巻たると | 渡辺ましゃみ | Lim Chae Gil      | Lee Jeong Pil Oh Doo Young                     | 小木裕也            | 7月20日       |
| #04  | Can I Get a Minute?                  | 羽咲うさぎ | 菊池聡延     | 王易              | 梦润 孙振亮 王渝 毛缟斑 刘龙圣 太上            | 小木裕也            | 7月27日       |
| #05  | This Is My Dad!                      | 山田靖智   | 菊池聡延     | 渡辺純央          | 岡野力也 三ツ木萌子 平田かほる Triple A 半扇門 | 岡野力也 伏見裕美   | 8月3日        |
| #06  | I Didn't Notice That At All!         | 羽咲うさぎ | 菊池聡延     | 花岡佑大 菊池聡延 | 藤田まり子 岡野力也 古賀誠 李周鉉              | 藤田まり子 岡野力也 | 8月10日       |

### 放送局
| 放送期間       | 放送時間                     | 放送局     | 対象地域 | 備考                                            |
| -------------- | ---------------------------- | ---------- | -------- | ----------------------------------------------- |
| 2025年7月6日 - | 日曜 23:30 - 月曜 0:00       | AT-X       | 日本全域 | 製作参加 / CS放送 / 字幕放送 / リピート放送あり |
| 2025年7月7日 - | 月曜 0:30 - 1:00（日曜深夜） | TOKYO MX   | 東京都   |                                                 |
|                |                              | サンテレビ | 兵庫県   |                                                 |
|                | 月曜 0:45 - 1:15（日曜深夜） | KBS京都    | 京都府   |                                                 |
|                | 月曜 1:30 - 2:00（日曜深夜） | BS朝日     | 日本全域 | 製作参加 / BS/BS4K放送 / 『アニメA』枠          |

| 配信開始日    | 配信時間                           | 配信サイト | 備考                 |
| ------------- | ---------------------------------- | --- | -------------------- |
| 2025年7月7日  | 月曜 0:00（日曜深夜） 更新         | Lemino dアニメストア | 地上波先行・最速配信 |
| 2025年7月12日 | 土曜 0:00（金曜深夜） 以降順次更新 | ABEMA U-NEXT アニメ放題 ニコニコ生放送 ニコニコチャンネル DMM TV FOD バンダイチャンネル Hulu TELASA （見放題プラン） J:COM STREAM milplus 見放題パックプライム Prime Video AnimeFesta | 見放題配信           |
|               |                                    | HAPPY!動画 Rakuten TV | 都度課金配信         |

### BD
| 巻 | 発売日             | 収録話         | 規格品番  |
| -- | ------------------ | -------------- | --------- |
| 上 | 2025年10月29日予定 | 第1話 - 第6話  | KAXA-9101 |
| 下 | 2025年11月26日予定 | 第7話 - 第12話 | KAXA-9102 |